# Grljan
Grljan (serbisch-kyrillisch Грљан) ist ein Vordorf von Zaječar links des Beli Timok in dessen Tal. Es gehört zur Opština Zaječar und zählt 2379 Einwohner laut der Volkszählung von 2011. Das Dorf verfügt über einen Haltepunkt an der Bahnstrecke Crveni Krst–Prahovo Pristanište, der je zwei Mal täglich durch Regionalzüge nach Niš und Zaječar bedient wird.

## Belege
1. ↑  Република Србија, Републички завод за статистику: УПОРЕДНИ ПРЕГЛЕД БРОЈА СТАНОВНИКА: 1948, 1953, 1961, 1971, 1981, 1991, 2002. И 2011. Република Србија Републички завод за статистику, Belgrad 2014, ISBN 978-86-6161-109-4, S. 103 (serbisch, Online [PDF]).
2. ↑  Srbija Voz: 75 Niš-Zaječar-Parhovo Pristanište-Zaječar-Niš. Srbija Voz, 2022, abgerufen am 17. Dezember 2022 (serbokroatisch).